# Tomohiro Yagi
Tomohiro Yagi  (知宏屋宜?, Yagi Tomohiro) (...) è un fumettista giapponese.
Ha iniziato la sua carriera su Weekly Shōnen Jump dopo aver vinto un concorso grazie allo one-shot Goblin Night. Ha quindi pubblicato la serie Iron Knight tra 2013 e 2014 e  Red Sprite nel 2016.

## Opere
- Goblin Night (one-shot, 2012)
- Iron Knight (2013-2014)
- Red Sprite (2016)
- Hitoner (one-shot, 2024)